# Drest IV
Drest IV, també conegut amb el nom de Drest mac Girom, va ser rei dels pictes del 522 al 531.
La Crònica picta associa el seu regnat amb el de Drest III. S'assignen diversos regnats, conjuntament o per separat, a aquests dos reis Drest que van d'un a quinze anys. Després del regne conjunt, Drest mac Girom sembla que va governar sol durant un període de quatre o cinc anys.
Drest IV és el primer de tres possibles germans que van ocupar el tro dels pictes successivament. Tots ells anomenats mac Girom (fill de Girom), els seus germans i successors seran Gartnait mac Girom i Cailtram mac Girom.